# La fuga (pel·lícula de 1944)
La fuga és una pel·lícula mexicana en blanc i negre dirigida per Norman Foster i protagonitzada per Esther Fernández, Ricardo Montalban, Carlos Orellana i Stella Inda que es va estrenar el 5 de juliol de 1944. El guió de Norman Foster i Betty Cromwell està basat en el conte Boule de suif de Guy de Maupassant.

## Argument
Escapant dels soldats francesos que envaïen Mèxic un grup de viatgers és interceptat per un oficial que exigeix que una jove que integra el passatge de la diligència passi la nit amb ell al poble on es troben, com a condició perquè tots puguin continuar la seva fugida. La noia es veu forçada a fer-ho sense imaginar com continuarà la relació ni quines altres peripècies travessaran en el camí.

## Repartiment
Van participar del film els següents intèrprets:
- Esther Fernández... María Inés Flores
- Ricardo Montalban... Tinent
- Carlos Orellana... Neftalí
- Stella Inda... Comtessa
- Emma Roldán ... Sra. Galindo
- Antonio Bravo ... Conde
- Miguel Inclán ... Miguel
- Antonio R. Frausto ... Baldomero
- Eugenia Galindo ... Josefa
- Sally Blane ... Senyora Garland
- Manuel Arvide ... Militar francès
- Ángel T. Sala ... Coronel francès
- Fernando Rosales
- Edmundo Espino ... Pagès